# The Neighborhood
The Neighborhood ist ein kanadischer Film von Frank D’Angelo aus dem Jahr 2017.

## Handlung
Brooklyn, New York City: Angie Donatello ist der neue Anführer einer kleinen Gruppe von Jungs, die seit ihrer Kindheit kleinere kriminelle Jobs in ihrer Nachbarschaft tätigen – vom Stehlen des Spendenkorbes der Kirche, bis zum Raub von LKW-Ladungen in der heutigen Zeit. Gianluca Moretti ist ein Mafia-Pate dessen Familie bereits seit vier Generationen in der Nachbarschaft das Sagen hat. Moretti gewährt Angie, sich seinen Reihen anschließen zu können und für ihn im Heroingeschäft tätig zu werden, doch Angie distanziert sich davon, da er kein Teil dieses Giftes sein will. Alles ist gut in Angies Welt, bis einer seiner Männer, der zu ihm wie ein Bruder ist, in das Heroingeschäft von Moretti verwickelt wird und Angie bald versucht, die Missstände in der Nachbarschaft zu bereinigen.

## Hintergrund
Produziert wurde der Film von In Your Ear Productions und soll am 18. August 2017 in Kanada veröffentlicht werden.